# Falcon Heights (Texas)
Falcon Heights és una concentració de població designada pel cens dels Estats Units a l'estat de Texas. Segons el cens del 2000 tenia 335 habitants.

## Demografia
Segons el cens del 2000, Falcon Heights tenia 335 habitants, 99 habitatges, i 81 famílies. La densitat de població era de 29,5 habitants per km².
Dels 99 habitatges en un 50,5% hi vivien nens de menys de 18 anys, en un 73,7% hi vivien parelles casades, en un 7,1% dones solteres, i en un 17,2% no eren unitats familiars. En el 17,2% dels habitatges hi vivien persones soles el 13,1% de les quals corresponia a persones de 65 anys o més que vivien soles. El nombre mitjà de persones vivint en cada habitatge era de 3,38 i el nombre mitjà de persones que vivien en cada família era de 3,85.
Per edats la població es repartia de la següent manera: un 37,6% tenia menys de 18 anys, un 7,8% entre 18 i 24, un 26,9% entre 25 i 44, un 15,2% de 45 a 60 i un 12,5% 65 anys o més.
L'edat mediana era de 29 anys. Per cada 100 dones de 18 o més anys hi havia 88,3 homes.
La renda mediana per habitatge era de 15.000 $ i la renda mediana per família de 15.909 $. Els homes tenien una renda mediana de 0 $ mentre que les dones 0 $. La renda per capita de la població era de 5.898 $. Aproximadament el 48,1% de les famílies i el 52,9% de la població estaven per davall del llindar de pobresa.

## Poblacions més properes
El següent diagrama mostra les poblacions més properes.